# Scénario RCP

Représentation de tous les agents équivalent-CO_{2} du forçage atmosphérique, selon quatre scénarios RCP (en ppm).

Les scénarios RCP (pour « Representative Concentration Pathway » en anglais, « Trajectoires représentatives de concentration » en français) sont quatre scénarios de trajectoire du forçage radiatif jusqu'à l'horizon 2100. Ces scénarios ont été établis par le Groupe d'experts intergouvernemental sur l'évolution du climat (GIEC ou IPCC en anglais pour « Intergovernmental Panel on Climate Change ») pour son cinquième rapport, AR5 (IPCC Fifth Assessment Report ou Cinquième rapport d'évaluation du GIEC).
Un scénario RCP permet de modéliser le climat futur. Dans le cinquième rapport d'évaluation du GIEC (AR5, paru en 2014) et sur la base de quatre hypothèses différentes concernant la quantité de gaz à effet de serre qui sera émise dans les années à venir (période 2000-2100), chaque scénario RCP donne une variante jugée probable du climat qui résultera du niveau d'émission choisi comme hypothèse de travail. Les quatre scénarios sont nommés d'après la gamme de forçage radiatif ainsi obtenue pour l'année 2100 : le scénario RCP 2.6 correspond à un forçage de +2,6 W/m2 (Watt par mètre carré), le scénario RCP 4.5 à +4,5 W/m2, et de même pour les scénarios RCP 6 et RCP 8.5. Plus cette valeur est élevée, plus le système terre-atmosphère gagne en énergie et se réchauffe.